# Astragalus bilobatoalatus
Astragalus bilobatoalatus es una especie de planta del género Astragalus, de la familia de las leguminosas, orden Fabales.
Fue descrita científicamente por (Rassul.) D. Podl.